# Cabo de San Antonio
Das Cabo de San Antonio, valencianisch Cap de Sant Antoni, ist ein Kap im Südosten von Spanien an der nördlichen Costa Blanca, nahe der Stadt Jávea. Vom 162 m hohen Kap fallen steile, zum Teil senkrechte Felsen aus Kalkstein zum Meer ab.

## Leuchtfeuer „Cabo de San Antonio“
Die nächsten Leuchttürme an der Küste stehen nach Norden auf dem Kap von Cullera und nach Süden auf dem Cabo de la Nao.

## Archäologie
Nahe beim Leuchtturm sind Reste einer alten Parkanlage zu erkennen. Darin zeugen an einer Stelle noch wenige große, bearbeitete Natursteine und ein Bodenbelag aus Tonfliesen von einer Kapelle. Die Kapelle war dem Heiligen Antonius dem Großen (spanisch Antonio Abad) geweiht, von dem das Kap seinen Namen erhielt. Erbaut wurde sie im letzten Drittel des 14. Jahrhunderts, umgestaltet im 16. Jahrhundert.

## Natur

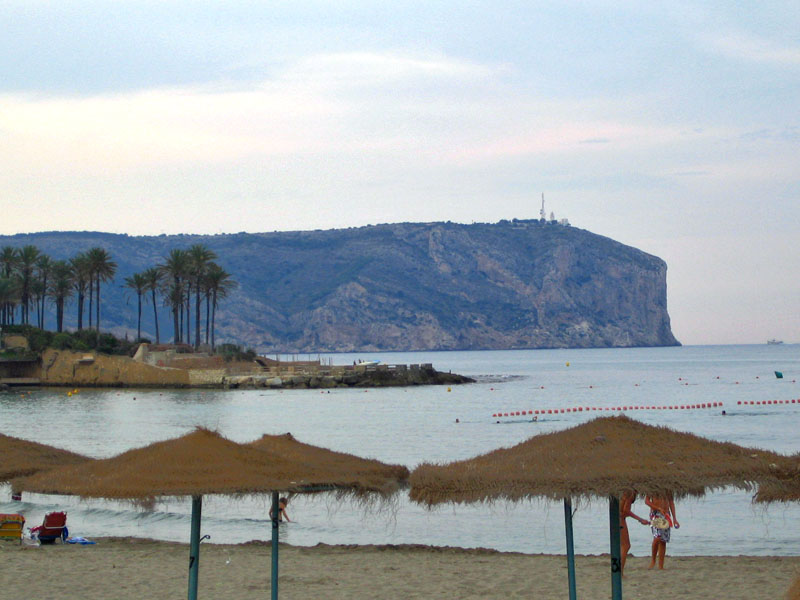
Cabo de San Antonio von Süden

Das Kap ist Teil des Naturschutzparkes Montgó (Parque Natural del Montgó). Unmittelbar nördlich vom Leuchtturm befindet sich eines von vier botanischen Mikroreservaten des Parkes (Microrreserva de flora, nach den Richtlinien von Natura 2000). Das knapp drei Hektar große Areal dient vorrangig dem Schutz von zwei typischen Pflanzengesellschaften. Die erste mit dem Namen Chritmo-Helichrysetum decumbentis ist eine Gesellschaft der unteren Bereiche von Steilhängen am Meer, die noch stark unter dem Einfluss des Salzwassers stehen. Daher wachsen dort Pflanzen, die mit einem höheren Salzeintrag zurechtkommen. Die zweite Pflanzengesellschaft, Hippocrepido-Scabiosetum saxatilis, wächst auf steilen Felsen und ist darauf spezialisiert, in Rissen und Spalten des Gesteins zu wurzeln. In beiden Gesellschaften sind einige
endemische Pflanzenarten vertreten, deren Vorkommen zum Teil geographisch sehr eng begrenzt ist. So kommt die in Felsritzen wachsende Hufeisenkleeart Hippocrepis valentina weltweit nur im Norden der Provinz Alicante, im Umkreis von 50 km um das Kap vor.  Die Unterwasserwelt zu Füßen des Kaps wurde 1993 zum Meeresreservat (Reserva Marina del Cabo de San Antonio) erklärt. Darin sollen verschiedene benthonische, also auf dem Meeresgrund lebende Gemeinschaften von Pflanzen und Tieren, geschützt werden. Vor allem befinden sich hier ausgedehnte Neptungraswiesen (Posidonia oceanica), die sich seither gut entwickeln und sogar ausbreiten konnten.

## Wanderweg
Vom Kap aus führt der markierte Kurzwanderweg (1,9 km) PR-CV 355 durch die charakteristische Naturlandschaft zum Hafen von Jávea hinunter.